# José Ródenas Carcelén
José Ródenas Carcelén, més conegut com a Pepe Carcelén, (Albacete, 29 d'abril de 1955) és un antic futbolista i actual entrenador espanyol.
Fou jugador de l'Albacete Balompié on després en fou entrenador. La seva trajectòria ha estat lligada a José Antonio Camacho, de qui ha estat segon entrenador a clubs com el RCD Espanyol, el Benfica i el CA Osasuna, i de la selecció espanyola i la selecció xinesa. Fou el primer entrenador de l'Espanyol la temporada 1996-97, però fou destituït abans de finalitzar la temporada.